# Eurhinodelphinidae
Eurhinodelphinidae (лат.) — вымершее семейство зубатых китов, представители которого жили в раннем и среднем миоцене, и возможно, в позднем олигоцене. Обладали мелкими и средними размерами. Отличались длинной беззубой предчелюстной костью, которая могла составлять более половины длины рыла, и нижней челюстью, заметно менне длинной, чем верхняя. По бокам рыла и нижней челюсти имелись продольные борозды. Судя по относительно длинным шейным позвонкам, представители семейства плавали медленно.

## Классификация
По данным сайта Paleobiology Database включает следующие роды:
- Ceterhinops
- Eurhinodelphis
- Iniopsis
- Mycteriacetus
- Phocaenopsis
- Schizodelphis
- Vanbreenia
- Xiphiacetus
- Ziphiodelphis